# In hoc signo vinces

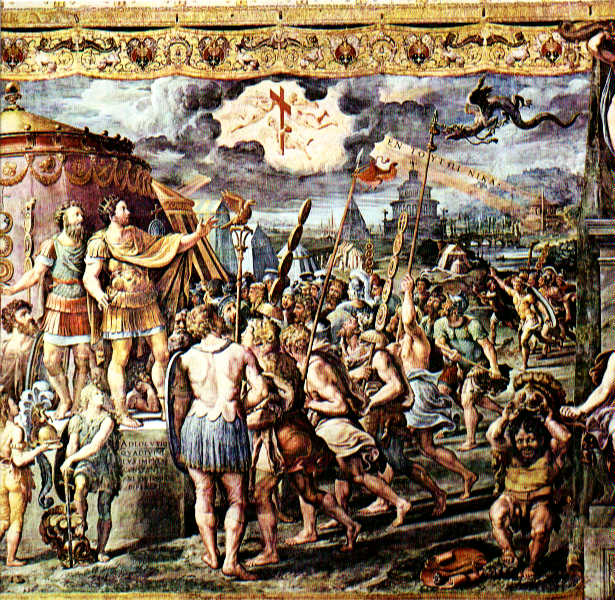
Detall de La visió de la Creu, pel taller de Rafael, descrivint la visió de la creu i la llegenda grega "Ἐν τούτῳ νίκα" al cel, abans de la batalla del Pont Milvi.

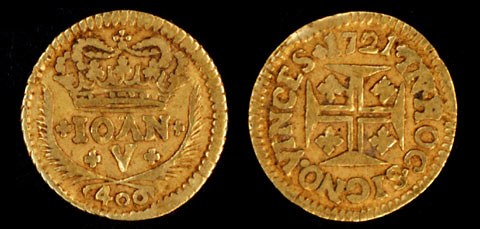
"In hoc signo vinces" a una moneda portuguesa del 1721 del regnat de João V.

Flag of Kallergis brothers.

In hoc signo vinces (llatí clàssic: [ɪn hoːk ˈsɪŋnoː ˈwɪŋkeːs]; llatí eclesiàstic: [in ɔk ˈsiɲɲo ˈvintʃes]) és una frase llatina que significa 'En aquest signe venceràs'. Es tracta d'una traducció o representació de la frase grega ἐν τούτῳ νίκα, transcrita com en tuto nika (grec antic: [en tóːtɔ͜ːi níːkaː], pronunciació grega: [en tuto nika]), que literalment significa 'en això, venç'.

## Història
Luci Cecili Firmià Lactanti era un autor cristià primerenc (ca. 240 - ca. 320) que va ser assessor del primer emperador romà cristià, Constantí I (i tutor del seu fill) i va guiar la política religiosa durant el seu regnat. La seva obra De Mortibus Persecutorum té un caràcter apologètic, però ha estat considerada una obra d'història per escriptors cristians. Lactantus conta la història de la visió de Constantí del Crismó abans de convertir-se al cristianisme. El text complet es troba en un manuscrit, que porta el títol Lucii Caecilii liber ad Donatum Confessorem de Mortibus Persecutorum.
El bisbe i historiador Eusebi de Caesària afirma que Constantí marxava amb el seu exèrcit (Eusebi no especifica la ubicació real de l'esdeveniment, però clarament no està al camp a Roma), quan va mirar cap al sol i va veure una creu de llum al damunt, i amb ell les paraules gregues "(ἐν) τούτῳ νίκα" ("en això, venceràs"), com una frase sovint traduïda al llatí com in hoc signo vinces ("en aquest signe,venceràs").
Al principi, Constantí no sabia el significat de l'aparició, però a la nit següent va tenir un somni en el qual Crist li va explicar que havia d'usar el signe de la creu contra els seus enemics. Eusebi després continua descrivint el làbar, l'estàndard militar utilitzat per Constantí en les seves guerres posteriors contra Licini, que mostrava el signe del Crismó. Les narracions de Lactant i d'Eusebi, encara que no del tot conseqüents, han estat connectats a la batalla del Pont Milvi (312 d.C.), havent-se fusionat en una noció popular de Constantí veient el signe de Chi-Rho el vespre abans de la batalla.
La frase apareix prominentment com un lema sobre una cinta desplegada amb una creu de passió a la seva esquerra, sota una finestra sobre la  Scala Regia, adjacent a l'estàtua eqüestre de l'emperador Constantí, al Vaticà. Els emperadors i altres monarques, havent ofert el seu respecte al papa, van descendir a la Scala Regia, i observaven la llum que brillava per la finestra, amb el lema que recordava la visió de Constantí, i que se li recordava seguir la Creu. Des d'allí podrien entrar a l'atri de la basílica de Sant Pere, aparentment tan inspirada.
El Regne de Portugal va utilitzar aquest lema des de 1143, segons la llegenda a les Lusíadas.